# Hypokopelates affinis
Hypokopelates affinis är en fjärilsart som beskrevs av Johannes Karl Max Röber 1886. Hypokopelates affinis ingår i släktet Hypokopelates och familjen juvelvingar. Inga underarter finns listade i Catalogue of Life.